# Torstenssonsgatan
För andra betydelser, se Torstenssonsgatan (olika betydelser).
| Vy norrut med Riksantikvarieämbetet i fonden. |  | Vy söderut med Strandvägen i fonden. |
| Vy norrut med Riksantikvarieämbetet i fonden. |  | Vy söderut med Strandvägen i fonden. |

Torstenssonsgatan är en gata på Östermalm i Stockholms innerstad, med sträckning från Strandvägen till Storgatan. Gatan korsas av Riddargatan och är en bred samt kort gata med en allé av lindar. I gatans förlängning ligger Historiska Museet och Riksantikvarieämbetet i Kvarteret Krubban. Gatan är en återvändsgata mot Strandvägen och fick sitt nuvarande namn 1885.

## Historia

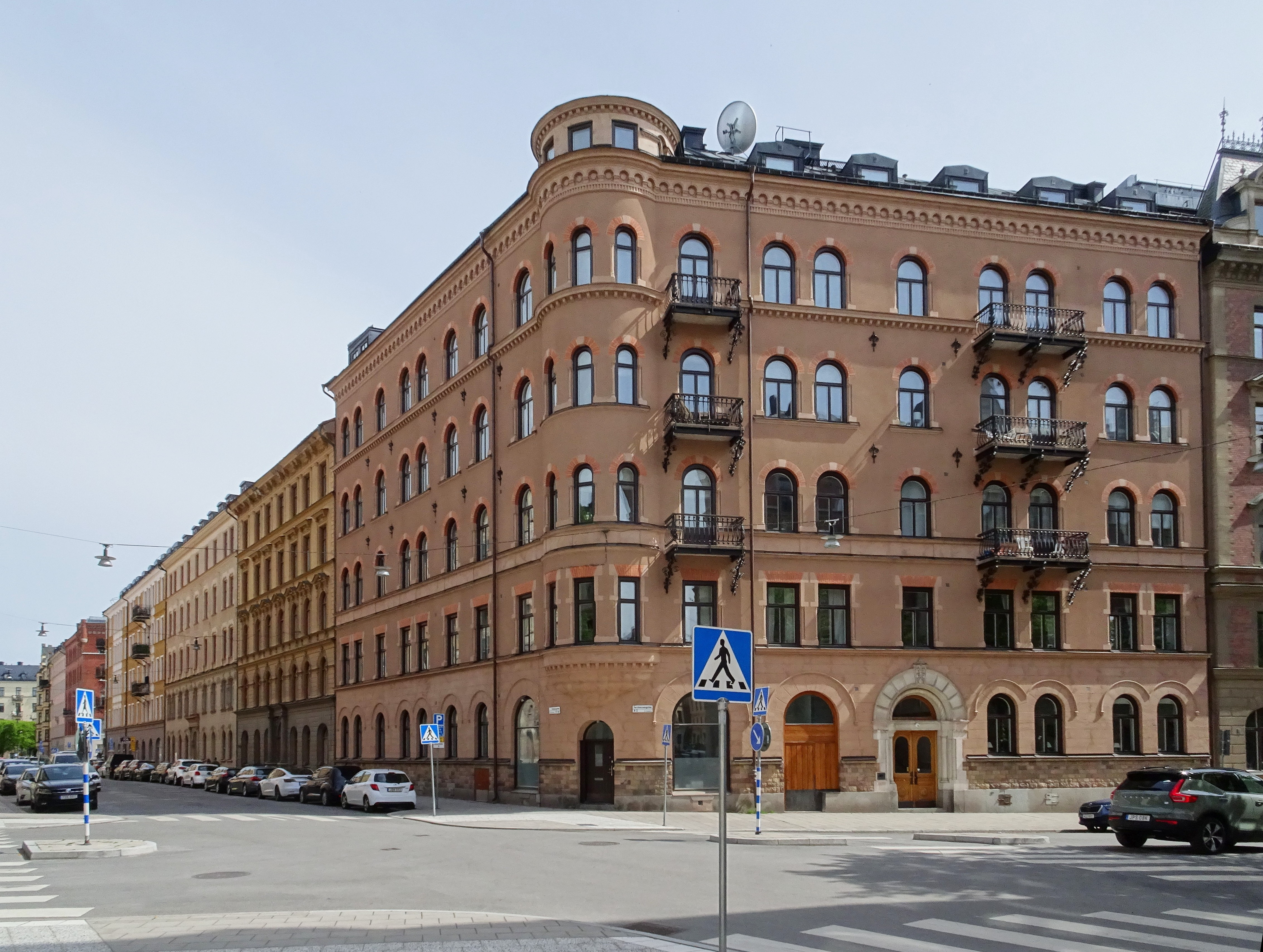
Hörnhuset Torstenssonsgatan 4 / Riddargatan 66, maj 2022.

Gatan har fått sitt namn efter Fältmarskalk Lennart Torstenson, 1603-1651, fältherre, riksråd och generalguvernör (över Pommern). Namnet har också lokal anknytning, en sonson till Torstenson Carl Ulrik Torstenson köpte det område som tidigare tillhört släkten De la Gardie. Ungefär på samma plats som det Bünsowska huset i mynningen av Grev Magnigatan och Torstenssonsgatan låg tidigare skeppsvarvet Terra Nova också kallat Grillens skeppsvarv. I syd-västra hörnet mot Riddargatan finns ett skeppsvrak om cirka 45 x 10 meter, under marknivån (RAÄ L2013:4315, Stockholm 684). Vraket påträffades vid grundarbeten 1890.
Åren 1950–2011 låg Israels ambassad i Stockholm på Torstenssonsgatan 4. Ungerns ambassad var också i denna byggnad till 1972.